# Aquasar

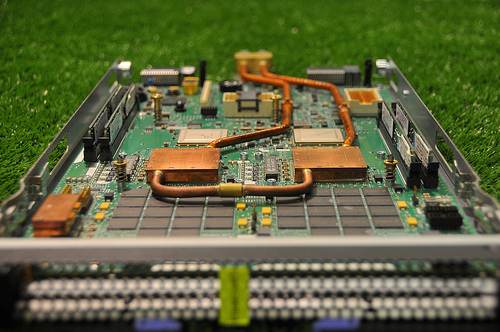
Aquasar冷卻系統應用於QS22 Blade服務器模塊。中心的兩個微通道冷卻器直接連接到處理器，進而提升冷卻效率。

Aquasar是IBM研究院的超級電腦系統，它使用熱水冷卻來提升運算效率。
Aquasar電腦由三個BladeCenter H機箱構成，混合使用基於QSS22 Cell與HS22 Xeon的模塊。其每秒運行6兆次浮點運算，計算效率約為每秒450萬次浮點運算／瓦特。
第一個Aquasar系統於2010年在蘇黎世聯邦理工學院投入運營，另一個計劃在慕尼黑的SuperMUC進行。來自超級電腦運算產生的熱量用於溫暖蘇黎世聯邦理工學院校園的建築物。

## 冷卻系統
其水冷卻系統為微通道將水直接帶到處理單元上，而不僅僅是在電腦機箱內。這樣即使攝氏60度（華氏140度）的水也能有效冷卻，這樣可以產生更多的熱量，可在別處使用。